# Звільнення (фільм)
Звільнення (англ. Release) — британський повнометражний фільм, відзнятий такими режисерами, як Даррен Флакстон та Крістіан Мартін. Новий фільм від сценаристів нашумілого бестселера «Заточення»/«Shank», в якому грають ті ж актори — Геррі Саммерс і Саймон Пірс.

## Сюжет
Пастор Джек був поміщений у в'язницю за злочин, в якому він розкаявся. Інші ув'язнені підозрюють його в педофілії і починають залякувати цим його молодого сусіда по камері. Але у своєму злочині батько Джек визнається лише охоронцеві в'язниці, у якого він закохався.

## У ролях
- Даніель Броклебенк[en] — Джек
- Гаррі Саммерс — Мартін
- Берні Ходжес — Макс
- Вейн Вірго — Рук
- Еліс Кітс — Хезір
- Девід Джонс — Отець Еліот